# 홍남희
홍남희(洪南姬, 1977년 5월 13일~)는 대한민국의 변호사, 변리사, 사회복지사, 정사서다.
1977년 강원도 강릉시에서 출생하여 강릉여자고등학교, 서울대학교 농학과를 졸업하였으며 2012년 2월 서울시립대학교 법학전문대학원(1기)을 졸업한 후 같은 해 3월 변호사 자격을 취득하였다.
이후 여러 법률사무소, 법무법인에서 고용 변호사로 근무하면서 실무를 익혔고 2019년 1월부터 강원도 춘천시에 소재한 '홍클로버 법률사무소'의 대표 변호사로 일하고 있다.
홍남희 변호사는 민사법과 노동법이 전문분야이며 사회적 약자의 권익을 대변하는 다수의 공익 활동에 참여하고 있는데 구체적으로는 검찰청(의정부지방검찰청, 춘천지방검찰청) 피해자 국선변호사, 육군 강원지역보통검찰부(31검찰대, 32검찰대) 군 범죄 피해자 국선변호사, 국가인권위원회 현장인권상담위원 등으로 활약하였다.
그리고 여러 해 동안 중앙행정심판위원회 행정심판 국선대리인, 국민권익위원회 비실명 대리신고 자문변호사, 마약류중독자 강원도 치료보호심사위원회 위원, 강원도 청문주재자, 춘천시 부동산가격공시위원회 위원 등으로 활동하였다.
또한 20년이 넘는 세월 동안 대학 및 대학원에서 다양한 분야를 계속 공부하고 있으며 20개가 넘는 학위를 취득하여 '학위수집가'로 불리고 있다.
2024년 9월부터 학점은행제를 이용하여 대기과학을 공부하고 있다.

## 생애
홍남희 변호사는 평소 장애인, 정신질환자, 치매환자 등의 돌봄과 처우개선, 인권 옹호에 관심이 많아 변호사 자격을 취득한 2012년 이후로 매년 1~2편씩 2025년 현재 도합 11편의 연구용역보고서 작성 작업에 공동연구원 혹은 연구보조원으로서 참여하였다.
이외에 성년후견제도, 업무상 재해로서의 정신질환, 가족법에도 관심을 가져 2025년 현재 도합 6편의 논문을 학술지에 게재하였다.
성년후견제도에 대한 비교법적 논의가 활발하게 이루어지기를 바라는 마음에서 우리나라보다 10년 먼저 성년후견제도를 도입한 일본의 성년후견 관련 주요 판례를 전문 번역하여 '일본 성년후견판례의 이해(일본 성년후견판례 전문 번역 및 해설)'라는 편역서를 2014년에 발간하였다.
또한 가족법에 대한 비교법적 논의가 활발하게 이루어지기를 바라는 마음에서 가족문화가 우리나라와 유사한 일본의 가족법 관련 주요 판례를 전문 번역하여 '2009~2014년 일본 가족법(친족상속법) 주요 판례 개관(판례 전문 번역 및 해설)'이라는 편역서를 2015년에 발간하였다.
그리고 한국방송통신대학교 일본학과 선배 세 사람과 함께 일본 작가 '구로카미 슈텐도(黑髪酒呑童)'의 역사소설 '일본 도자기의 신, 사기장 이삼평'을 번역하여 2015년에 출간하였으며 이 책은 그 해 '세종도서 우수교양도서'로 선정되었다.

## 학력
- 2025. 9.~2027. 8.   한국방송통신대학교 도시콘텐츠·관광학과 재학
- 2024. 9.~2026. 8.   대기과학 전공 이학사 (기상청 대기과학 전공 - 학점인정 등에 관한 법률)
- 2023. 9.~2025. 8.   한국방송통신대학교 국어국문학 학사
- 2023. 3.~2024. 8.   지식재산학 전공 지식재산학사 (한국발명진흥회 지식재산학 전공 - 학점인정 등에 관한 법률)
- 2022. 9.~2023. 2.   정보보호학 전공 공학사 (e그린원격평생교육원 정보보호학 전공 - 학점인정 등에 관한 법률)
- 2021. 3.~2022. 8.   문헌정보학 전공 문헌정보학사 (숭의여자대학교 부설 평생교육원 문헌정보학 전공 - 학점인정 등에 관한 법률)
- 2020. 3.~2023. 8.   한국방송통신대학교 유아교육 학사
- 2020. 3.~2023. 2.   한국방송통신대학교 대학원 사회복지학 석사
- 2020. 3.~2021. 8.   건양사이버대학교 다문화한국어학 학사
- 2018. 3.~2020. 2.   한국방송통신대학교 청소년교육 학사
- 2017. 3.~2019. 8.   한국방송통신대학교 대학원 농업생명과학 석사
- 2017. 9.~2018. 8.   세계사이버대학 피부미용뷰티학 전문학사
- 2016. 3.~2018. 2.   한국방송통신대학교 교육학 학사
- 2014. 9.~2017. 2.   한국방송통신대학교 대학원 일본언어문화학 석사
- 2014. 3.~2016. 2.   한국방송통신대학교 식품영양학 학사
- 2013. 9.~2015. 8.   서울시립대학교 일반대학원 법학 박사과정 수료
- 2012. 3.~2014. 2.   한국방송통신대학교 일본학 학사
- 2012. 3.~2013. 2.   세계사이버대학 약용건강식품학 전문학사
- 2011. 3.~2013. 8.   한국방송통신대학교 대학원 경영학 석사
- 2011. 3.~2013. 2.   고려사이버대학교 세무회계학, 사회복지학 학사
- 2010. 3.~2012. 2.   한국방송통신대학교 환경보건학 학사
- 2009. 3.~2012. 2.   서울시립대학교 법학전문대학원 법학 전문석사
- 2008. 3.~2010. 2.   한국방송통신대학교 법학 학사
- 1996. 3.~2000. 2.   서울대학교 농학 학사
- 1993. 3.~1996. 2.   강릉여자고등학교
- 1990. 3.~1993. 2.   사천중학교 (강원)
- 1984. 3.~1990. 2.   운양초등학교 (강원)

## 경력
- 2019. 1. ~ 현재 : <홍클로버 법률사무소> 대표변호사
- 2017. 3. ~ 2018. 12. : 법무법인 코러스 삼척분사무소
- 2015. 3. ~ 2017. 2. : 법무법인 세중 의정부분사무소
- 2012. 5. ~ 2015. 3. : 변호사 김상도 홍남희 법률사무소
- 2012. 2. ~ 2012. 4. : 성북구선거관리위원회 선거부정감시단
- 2008. 2. ~ 2009. 3. : 보건복지가족부 아동청소년상담자활과, 질병정책과
- 2007. 11. ~ 2008. 2. : 국가청소년위원회 상담자활팀
- 2005. 2. ~ 2007. 11. : 춘천시 문화예술과, 기획예산과
- 2004. 9. ~ 2005. 2. : 강릉교육청 명주초등학교
- 2000. 12. ~ 2002. 6. : 일성신약(주)[8] 마케팅팀

## 편역서
- 2015 : 2009~2014년 일본 가족법(친족상속법) 주요 판례 개관(판례 전문 번역 및 해설) ISBN 978-89550666-1-6
- 2014 : 일본 성년후견판례의 이해(일본 성년후견판례 전문 번역 및 해설) ISBN 978-89550660-5-0

## 연구용역보고서
- 2020 : 지역사회 통합돌봄 법률마련 연구 (연구원)[9]
- 2019 : 외국인 정신질환자 지원방안 연구 (연구원)[10]
- 2019 : 지역사회 통합돌봄 추진을 위한 법제도 개선방안 기반연구 (연구원)[11]
- 2018 : 입원적합성심사위원회 심사기준 및 절차 운영방안 (연구보조원)
- 2017 : 장애인차별금지법 이행 모니터링 개선 방안 및 이행 지표 개발 연구 (연구원)[12]
- 2017 : 인신보호법상 수용시설의 인권실태 및 점검방안 (연구원)
- 2016 : 개정 정신보건법에 따른 입퇴원제도 운영방안 (연구원)[13]
- 2016 : 정신보건법상 강제입원제도 개선과 가정법원의 역할 (연구보조원)
- 2015 : 정신질환자 개인정보 및 비밀보호를 위한 법제도 개선방안 (연구보조원)[14]
- 2014 : 정신보건법상 입·퇴원제도 개선방안 (연구보조원)[15]
- 2013 : 성년후견인제 도입에 따른 정신건강 관련 법제도 개선방안 (연구보조원)[16]

## 논문
- 2016 : 성년후견제도의 현황과 과제 - 실무와 일본의 사례를 중심으로[17]
- 2015 : 과학적 증거가 있는 경우 민법 제844조의 친생추정에 대한 소고(小考) - 우리나라와 일본의 판례를 중심으로[18]
- 2015 : 정신질환으로 인한 산업재해 관련 손해배상 사건에서 기왕증 등 피해자 측의 소인을 이유로 한 과실상계나 소인 감액의 인정 현황 및 평가 - 일본의 사례를 중심으로 -[19]
- 2015 : 정신질환의 업무상 재해 인정 현황 및 평가 - 한국과 일본의 사례를 중심으로 -[20]
- 2015 : 피성년후견인의 선거권 등 제한에 대한 법적 고찰[21]
- 2015 : 이혼 시 퇴직금과 연금의 분할 문제에 대한 고찰 - 대법원 2014. 7. 16. 선고 2013므2250 및 2012므2888 전원합의체 판결을 중심으로 -[22]

## 기고
- 2025 : [판례평석] 통상임금의 개념 징표에서 '고정성' 요건 제외[23]
- 2024 : [판례평석] 직장 내 괴롭힘 관련 특수형태근로종사자에 대한 사업주의 보호 의무[24]
- 2024 : [자유기고] 2024년 4월 1일 시행 일본의 개정 부정경쟁방지법의 주요 내용[25]
- 2024 : [판례평석] 연장근로 한도를 위반하였는지 여부의 판단 방법[26]
- 2023 : [판례평석] 금전소비대차계약의 변제기 전 물상보증인의 변제[27]
- 2022 : [자유기고] 상속재산관리인 실무에서 느끼는 애로 사항[28]
- 2022 : [특별기고] ‘특정’ 국선변호인의 조력을 받을 권리?[29]
- 2019 : [자유기고] 출산전후휴가급여 신청해서 수령해 보니[30]
- 2019 : [자유기고] 폐지된 금치산제도를 운운하는 드라마[31]
- 2013 : 성범죄 친고죄 폐지의 넛지(Nudge)[32]

## 번역서
- 2015 : 일본 도자기의 신, 사기장 이삼평(김창복, 노미애, 홍남희, 홍성숙 공역) [세종도서 우수교양도서] ISBN 979-11552836-2-2

## 사회활동
- 2024. 10.~2025. 12. 육군 강원지역보통검찰부 31검찰대 군 범죄 피해자 국선변호사
- 2024. 8.~2025. 12. 육군 강원지역보통검찰부 32검찰대 군 범죄 피해자 국선변호사
- 2024. 5.~2026. 12. 의정부지방법원 상속재산관리인
- 2024. 4.~2025. 12. 춘천지방검찰청 피해자 국선변호사
- 2022. 11.~2026. 11. 강원도경찰청 경찰수사 심의위원회 위원
- 2022. 11.~2026. 11. 한국성폭력위기센터 여성가족부 성폭력피해자 무료 법률지원사업 전문 변호사
- 2022. 10.~2025. 10. 한국소비자원 소비자소송지원 변호사
- 2022. 5.~2026. 4. 보건복지부 국민연금재심사위원회 국선대리인
- 2022. 3.~2026. 2. 대한변호사협회 사회복지시설 무연고 사망자 유류금 신속처리 법률지원단 단원
- 2022. 3.~2026. 2. 춘천지방법원 구속사건 논스톱 국선변호인
- 2022. 1.~2026. 1. 춘천지방검찰청 형사상고심의위원회 위원
- 2022. 1.~2024. 12. 춘천세무서 납세자보호위원회 위원
- 2021. 4.~2027. 4. 강원도인사위원회 위원
- 2020. 12.~2025. 12. 춘천지방법원 상속재산관리인
- 2020. 12.~2024. 12. 춘천시 부동산가격공시위원회 위원
- 2020. 3.~2026. 2. 대한변호사협회 장애인법률지원변호사단원
- 2020. 3.~2024. 2. 강원도 지방세 영세납세자 불복청구 지원을 위한 선정 대리인
- 2020. 2.~2026. 2. 강원도 청문주재자
- 2019. 8.~2025. 7.  마약류중독자 강원도 치료보호심사위원회 위원
- 2019. 7.~2023. 7.  국민권익위원회 비실명 대리신고 자문변호사
- 2019. 7.~2023. 7.  중앙행정심판위원회 행정심판 국선대리인
- 2019. 2.~2025. 1.  대한변호사협회 대의원
- 2016. 3.~2017. 2.  의정부지방검찰청 피해자 국선변호사
- 2013. 6.~2016. 6.  강원도 강릉시 강동면 마을변호사
- 2012. 6.~2022. 12. 서울시립대학교 법학전문대학원 리걸클리닉센터 자문위원

## 기타
- 2024. 8. 24. <2024 서울국제교육포럼> "Session 1 가족과 공동체" 사회(司會)[33]
- 2023. 9. 22. "도서관에는 사서 노동자가 있다 : 사서 노동자 노동권 보장을 위한 '사서법' 및 '가이드라인' 제정 방향 모색을 위한 토론회" 발제[34]
- 2023. 5. 19. "<알면 다르게 보이는 일본문화 3> 출판 기념회" 및 "제18회 동아시아 사랑방 포럼 학술대회" 발표('검댕이, 이 사소한 것에 대한 일본 대중문화 작품의 관심과 애정')[35]
- 2022. 10. 18. 한국보건복지인재원 <제2기 치매친화적환경조성수립과정> "공공후견 우수사례" 강의
- 2020. 9. 6. 다(多)학과 재학생 온라인 좌담회[36]
- 2020. 9. 5. 다(多)학과 재학생 온라인 좌담회_ 나는 왜 여러 학과에 도전했나?[37]
- 2016. 2. 4. "리걸클리닉 정신장애인 권리옹호 세미나" 발표('정신장애와 자격제한')[38]
- 2015. 9. 17. "제44회 RI KOREA 재활대회" 발표('성년후견제도와 공직선거법')[39]
- 2012. 9. 19. "젊은 변호사들! 부정청탁금지법을 말하다!" 진행[40]

## 수상
- 2024 : 제4회 지식재산학사 수기공모전 최우수상(국제지식재산연수원장상)[41]
- 2020 : 제14회 대한변호사협회 우수변호사상[42]
- 2011 : 제2회 장위공 서희 선양 전국 대학원생 학술논문 공모전 장려상
- 2010 : 제2회 한중일 비교문화논문공모전 동상[43]